# Râul Telița
Râul Telița este un curs de apă, din bazinul Mării Negre. Se varsă în lacul Babadag